# Kaliphoraceae
Kaliphoraceae is een botanische naam, voor een familie van tweezaadlobbige planten. Een familie onder deze naam wordt zelden erkend door systemen voor plantentaxonomie, maar wel door het APG-systeem (1998), dat de familie echter niet in een orde plaatst.
Het APG II-systeem (2003) erkent de familie niet en plaatst de betreffende planten in de familie Montiniaceae.
Indien erkend, gaat het om een heel kleine familie, die voorkomt op Madagaskar.